# گوتفرید بن
گوتفرید بن (آلمانی: Gottfried Benn؛ زاده ۲ مهٔ ۱۸۸۶ – درگذشته ۷ ژوئیه ۱۹۵۶) یک مقاله‌نویس، شاعر و رمان‌نویس اهل آلمان بود.
بن تاثیر عظیمی بر عرصه شعر در آلمان پیش از جنگ جهانی اول داشت؛ به عنوان یک اکسپریونیست و پس از جنگ جهانی دوم؛ به عنوان شاعر استاتیک.